# Xiphorhynchus ocellatus
A Xiphorhynchus ocellatus a madarak (Aves) osztályának verébalakúak (Passeriformes) rendjébe, valamint a fazekasmadár-félék (Furnariidae) családjába és a fahágóformák (Dendrocolaptinae) alcsaládjába tartozó faj.

## Rendszerezése
A fajt Johann Baptist von Spix német biológus írta le 1824-ben, a Dendrocolaptes nembe  Dendrocolaptes ocellatus néven, innen helyezték jelenlegi nemébe.

## Alfajai
- Xiphorhynchus ocellatus brevirostris Zimmer, 1934
- Xiphorhynchus ocellatus lineatocapilla (Berlepsch & Leverkuhn, 1890)
- Xiphorhynchus ocellatus napensis Chapman, 1924
- Xiphorhynchus ocellatus ocellatus (Spix, 1824)
- Xiphorhynchus ocellatus perplexus Zimmer, 1934
- Xiphorhynchus ocellatus chunchotambo (Tschudi, 1844)[2] alfaját, önálló fajjá nyilvánították Xiphorhynchus chunchotambo néven.[1]

## Előfordulása
Bolívia, Brazília és Peru területén honos. A természetes élőhelye a szubtrópusi és trópusi  síkvidéki esőerdők, valamint lombhullató erdők és mocsári erdők. Állandó, nem vonuló faj.

## Megjelenése
Átlagos testhossza 23 centiméter, testtömege 32-42 gramm.

## Külső hivatkozások
- Képek az interneten a fajról
- Xeno-canto.org - a faj hangja